# Поповка (Звенигородский район)
Попо́вка (укр. Попівка) — село в Звенигородском районе Черкасской области Украины.
Население по переписи 2001 года составляло 603 человека. Население по данным сайта postcode.in.ua составляет 429 человек. Занимает площадь 4,12 км². Почтовый индекс — 20236. Телефонный код — 4740.

## Местный совет
20236, Черкасская обл., Звенигородский р-н, с. Поповка